# Cibola National Forest

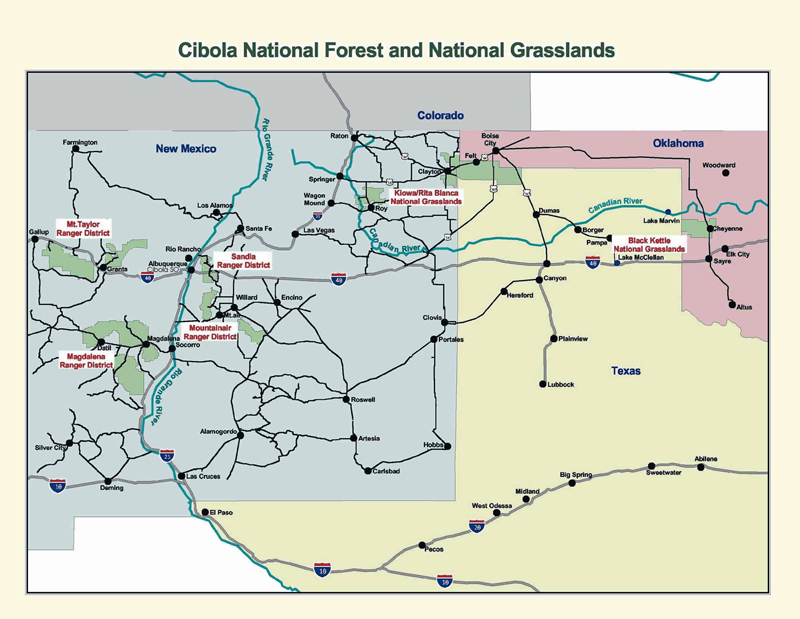
Karta över Cibola National Forest

Cibola National Forest är ett naturskyddsområde i New Mexico i USA. Skyddsområdets syfte är att bevara skog samt slättmark och den förvaltas av United States Forest Service.

## Vilda västern
Skogarna blev gömställe för indianer och kriminella under vilda västern-perioden. Kanske mest känd var indianhövdingen Geronimo som gjorde motstånd mot USA. Butch Cassidy och hans gäng Wild Bunch flydde hit.

Kända personer som bott i Cibola National Forest
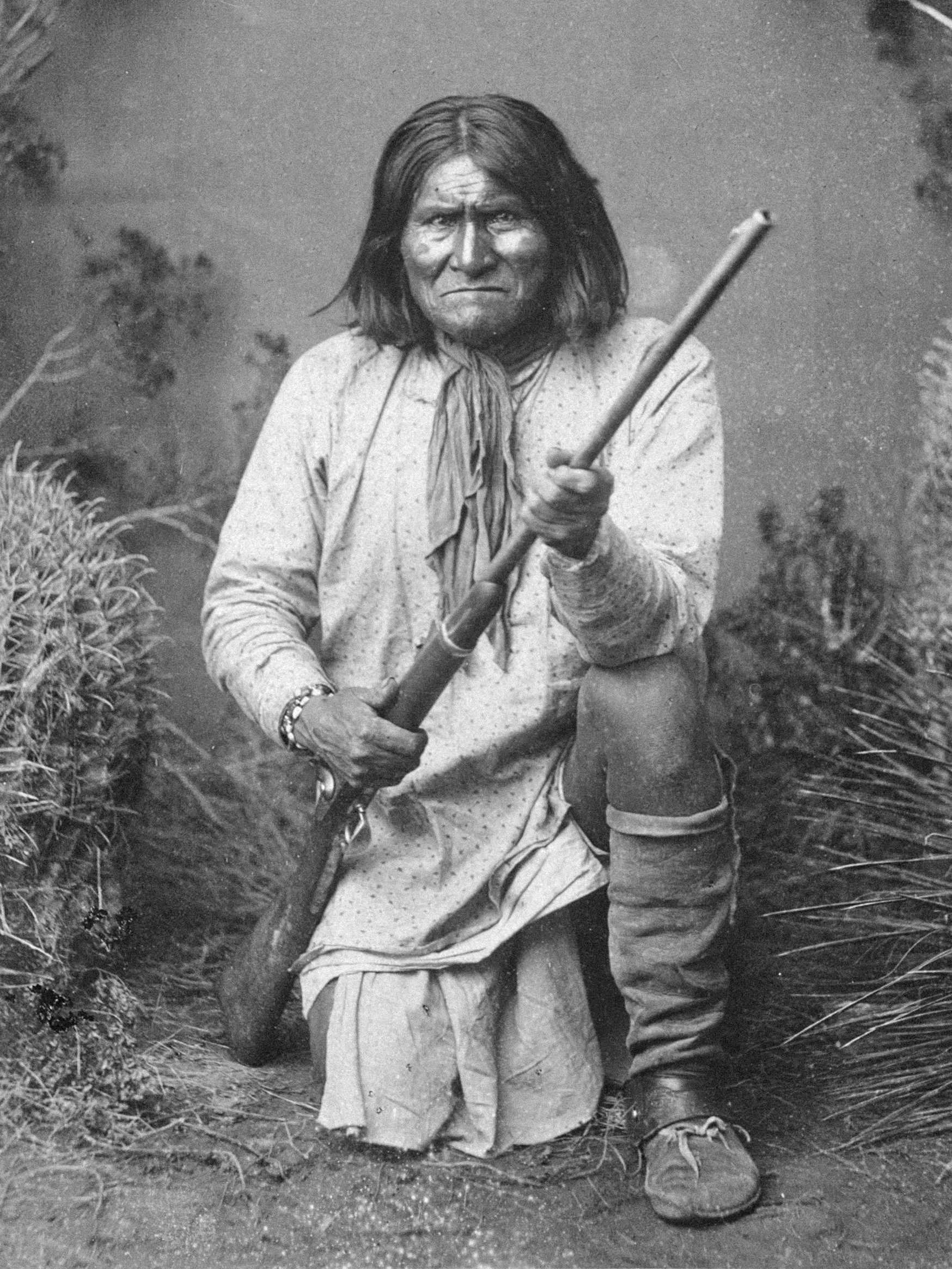
Geronimo.
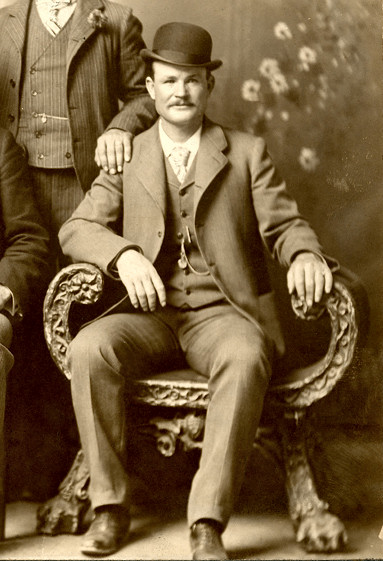
Butch Cassidy.

## Countys
The Cibola National Forest sträcker sig över flera countyn:
| New Mexico - Harding - Union - Mora - Colfax - Socorro - Cibola - McKinley - Catron - Torrance - Bernalillo - Sandoval - Lincoln - Sierra - Valencia | Texas - Dallam - Hemphill - Gray | Oklahoma - Cimarron - Roger Mills |